# Parque nacional Cusuco

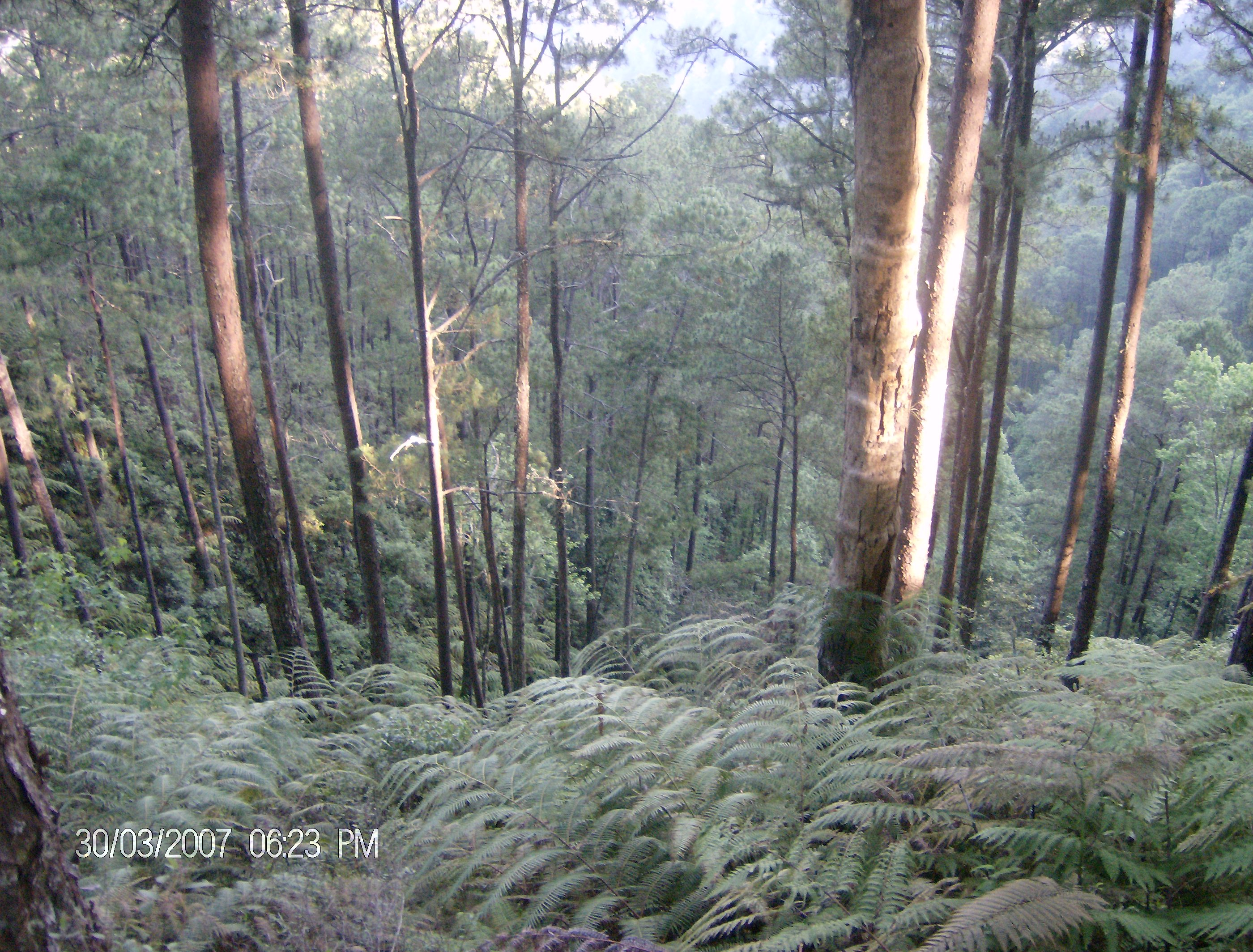
Parque Nacional Cusuco.

El Parque Nacional Cusuco es una zona protegida de Honduras ubicada en el municipio de San Pedro Sula, fue declarado como área protegida en 1987 por el parlamento de Honduras, bajo el decreto legislativo 87-87.

## Caracterización
El parque se encuentra en la Sierra del Merendón. En su mayoría se constituye de bosque nublado entre los 1500 y 2450 metros sobre el nivel del mar. La zona tiene una precipitación elevada y una temperatura media de 19 °C. También se caracteriza por una neblina y llovizna casi constante.
El parque está formado por una zona de amortiguamiento que cubre un área de 222,23 km² y una zona núcleo de aproximadamente 72 km². El parque está abierto a visitantes que pueden realizar actividades variadas tales como recorrer senderos, acampar, visitar las cascadas, observar pájaros, etc.

## Biodiversidad
El parque nacional Cusuco alberga gran diversidad de especies como: tucanes, monos, tapires, pumas, quetzales, además alberga una gran cantidad de especies de insectos y escarabajos.
Los helechos gigantes son la principal atracción del parque, tienen más de 20 metros de altura.